# Clematis quadribracteolata
Clematis quadribracteolata là một loài thực vật có hoa trong họ Mao lương. Loài này được Colenso mô tả khoa học đầu tiên năm 1882.